# Милойко Веселинович
Милойко В. Веселинович (на сръбски: Милојко Веселиновић или Milojko Veselinović) e виден сръбски учен, професор, филолог историк, дипломат и публицист.

## Биография
Веселинович е роден в 1850 година в алексинашкото село Ясене, Сърбия. На 15 години майка му го отвежда в манастира „Свети Роман“, за да стане калугер. Когато е отворена реалната гимназия в Алексинац и учениците завършили основните училища в окръга, а също и манастирските ученици са записани в нея и сред тях и Милойко Веселинович. Шести клас на гимназията завършва в Белград, където се запознава с националния и просветен деец, сърбоманина от Македония, Коста Шуменкович и Милош Милоевич. Въодушенен от идеите им, заминава за Враня, който още е в Османската империя и става сръбски учител. След завръщането си в Белград се записва във Философския факултет на Великата школа, но учението му е прекъснато от Сръбско-турската война в 1876 г. Във войната командва Копаонишкия батальон, след това е в Доброволческата дружина на Милоевич в Рашка, а след това в Моравско-добричката дружина. Участва и във Сръбско-турската война (1877-1878).
Още като студент започва да публикува. В 1886 година основава вестника „Сръбство“ (Српство), в който пишат много значими автори от епохата. На 24 август/6 септември 1886 година е сред основателите на сръбското пропагандно дружество „Свети Сава“ в Белград, като е член на главния комитет, а по-късно управител на дружествения пансион и Светосавското вечерно училище. Активен автор е в списанието на дружеството „Братство“.
Изпратен е на дипломатическа служба в Османската империя. Първоначално е служител в цариградското посолство. От 1897 до 1899 година е сръбски консул в Битоля и подпомага активно сръбската пропаганда в Македония. Завършва дипломатическата си кариера като сръбски консул в Скопие в 1903 година.
Умира през февруари 1913 година в манастира „Свети Роман“ край Джунис, Сърбия.
Милойко Веселинович е известен и с една карта, предназначена за Берлинския конгрес, според която цялото българско землище на запад от ятовата граница със София и Шоплука е сръбско.

## Трудове
- Поглед кроз Косово, Београд 1895.
- Брсјачка буна 1880 у Битољском вилајету и војвода Мицко, Београд, 1906
- Народни називи месеца у Срба, в: Годишница Николе Чупића, књига 26, Београф, 1907, с. 229.[неработеща препратка]
- Јањушки манастир 1910
- Свети Роман, Београд 1936.